# 蓋迪亞瓦耶省
14°46′34″N 17°23′44″W / 14.77611°N 17.39556°W

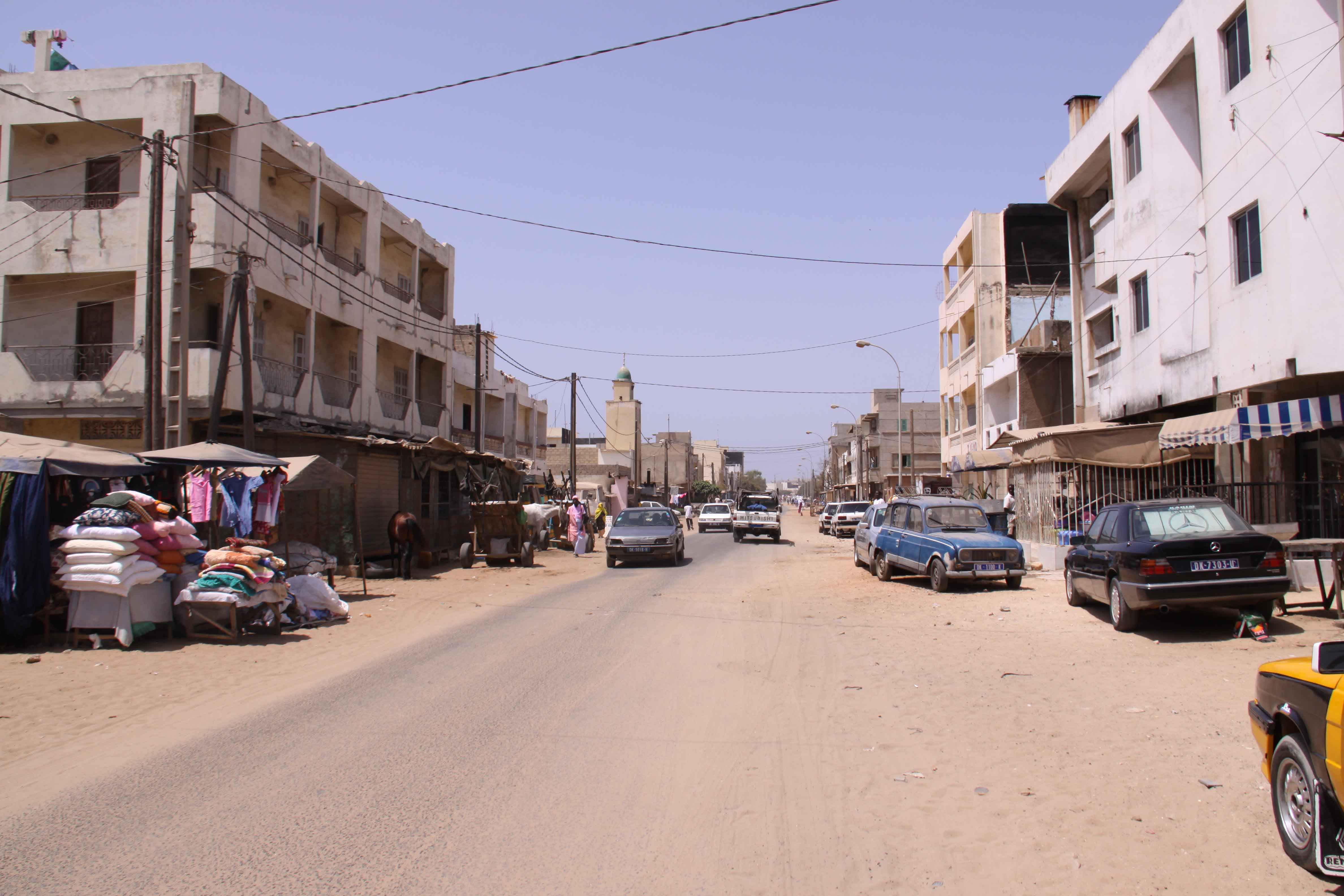

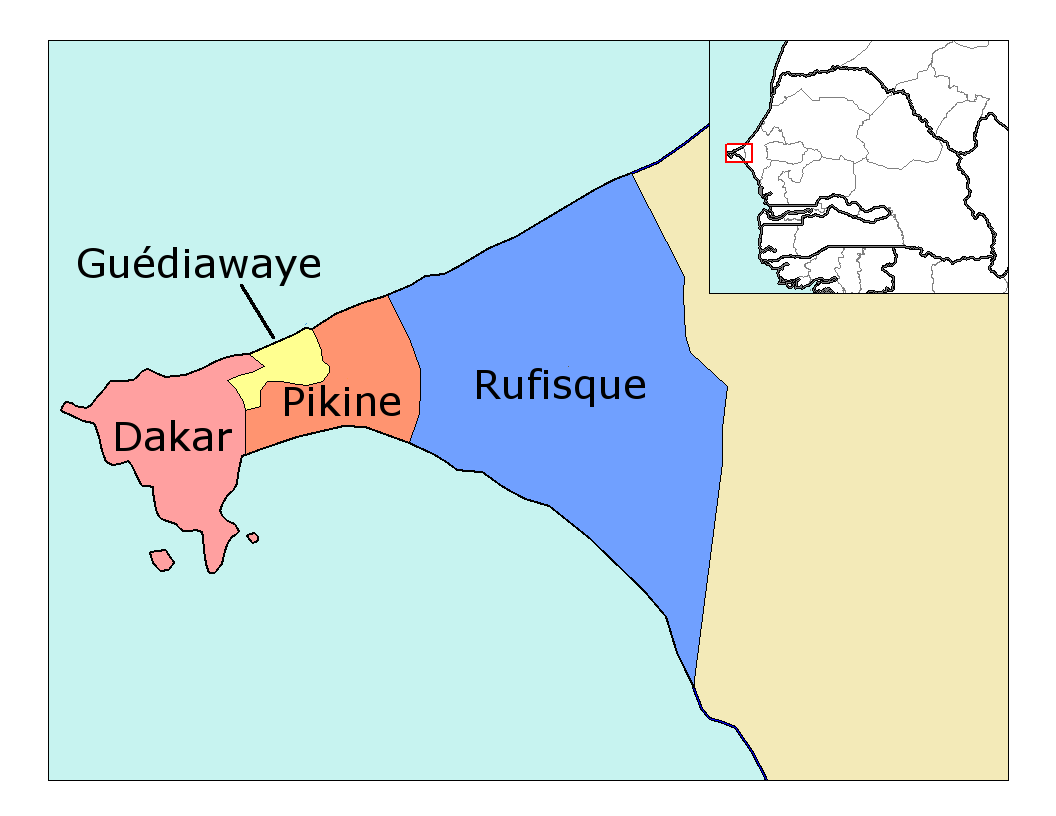

蓋迪亞瓦耶省（法語：Guédiawaye），是塞內加爾的省份，位於該國西部，由達喀爾區負責管轄，西面是達喀爾省，面積13平方公里，2013年人口329,659，人口密度每平方公里25,000人。